# Harry Melis
Harry Melis (Rotterdam, 25 aprile 1957) è un ex calciatore olandese, padre della calciatrice Manon Melis.

## Carriera
Melis ha sempre giocato in Eredivisie, tranne nella stagione 1982-1983, in cui ha indossato la maglia del Beerschot, senza ottenere però presenze. In particolare, dal 1976 al 1979 è stato al Feyenoord, poi per tre anni all'ADO Den Haag, e dopo la stagione in Belgio con il Beerschot si trasferì fino al 1984 al Dordrecht, con cui, dopo un'ulteriore stagione, terminò la carriera nel 1987.